# 121715 Katiesalamy
121715 Katiesalamy è un asteroide della fascia principale. Scoperto nel 1999, presenta un'orbita caratterizzata da un semiasse maggiore pari a 3,1521109 UA e da un'eccentricità di 0,1643300, inclinata di 3,65278° rispetto all'eclittica.